# VIII. sjezd Komunistické strany Číny

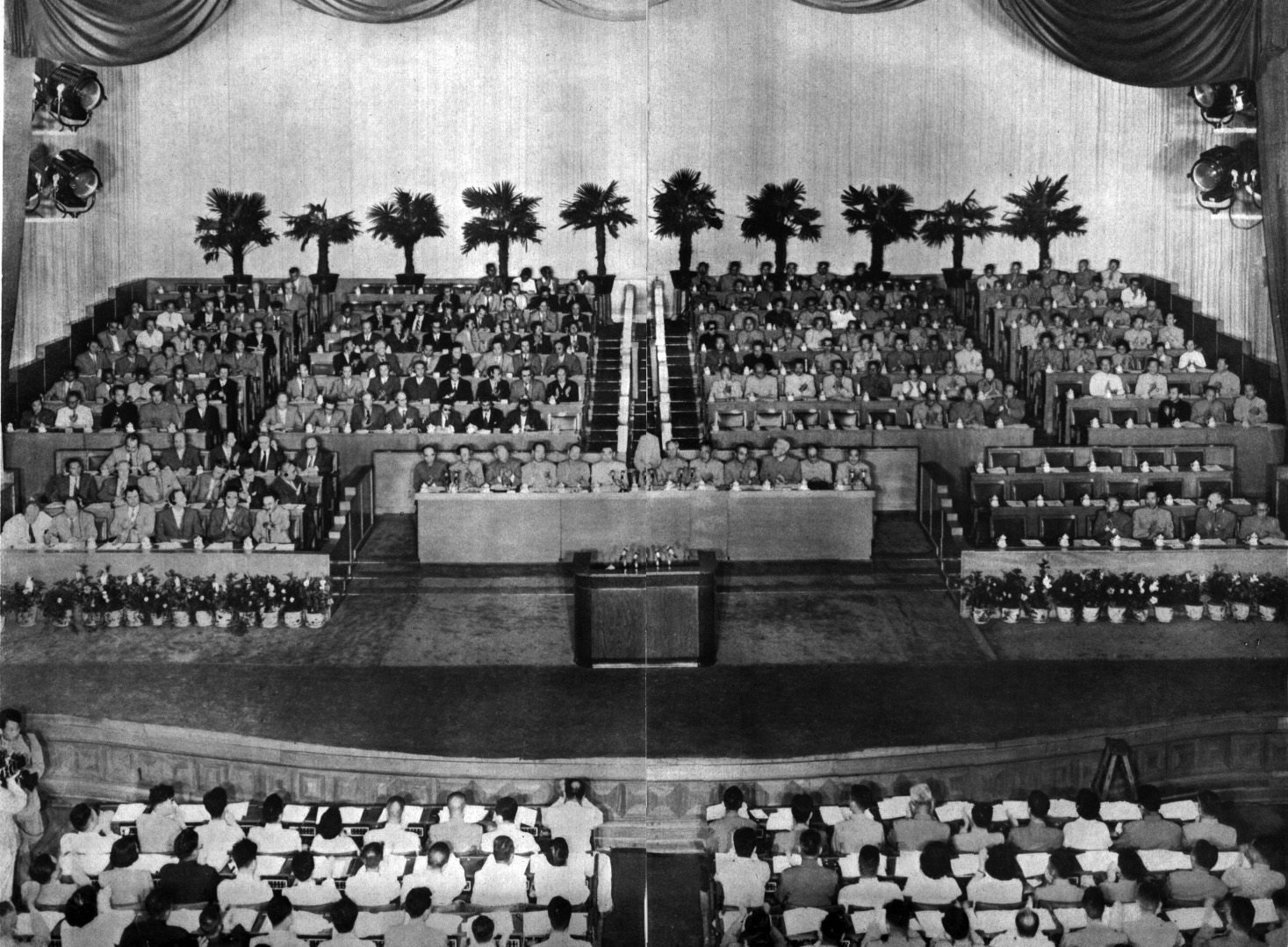
Zasedání VIII. sjezdu

VIII. sjezd Komunistické strany Číny (čínsky pchin-jinem Zhōngguó Gòngchǎndǎng dìbācì quánguódàibiǎodàhuì, znaky zjednodušené 中国共产党第八次全国代表大会) proběhl v Pekingu ve dnech 15. – 27. září 1956. Sjezdu se zúčastnilo 1026 delegátů s hlasem rozhodujícím a 86 s hlasem poradním zastupujících 10 730 000 členů Komunistické strany Číny. Po dvou letech, během 5. – 23. května 1958 proběhlo druhé zasedání sjezdu.
Sjezd otevřel zahajujícím projevem předseda ústředního výboru Mao Ce-tung, politickou zprávu ÚV přednesl Liou Šao-čchi, Čou En-laj seznámil delegáty s návrhem druhého pětiletého plánu rozvoje ekonomiky, Teng Siao-pching přednesl zprávu o změnách v stanovách strany. Sjezd projednal a schválil návrh druhé pětiletky s tím, že hlavním úkolem plánu bude i nadále rozvoj těžkého průmyslu. Přijal nové stanovy strany, za stranickou ideologii byl prohlášen marxismus-leninismus, škrtnuta byla věta o vedoucí roli „myšlenek Mao Ce-tunga“, přidaná do stanov na předešlém sjezdu.
Sjezd zvolil 8. ústřední výbor o 97 členech a 73 kandidátech. Ústřední výbor poté zvolil 8. politbyro o sedmnácti členech (Mao Ce-tung, Liou Šao-čchi, Čou En-laj, Ču Te, Čchen Jün, Teng Siao-pching, Lin Piao, Lin Po-čchü, Tung Pi-wu, Pcheng Čen, Luo Žung-chuan, Čchen I, Li Fu-čchun, Pcheng Te-chuaj, Liou Po-čcheng, Che Lung, a Li Sien-nien) a šesti kandidátech (Ulanfu, Čang Wen-tchien, Lu Ting-i, Čchen Po-ta, Kchang Šeng a Po I-po). K běžnému řízení strany vybral ze členů politbyra šestičlenný stálý výbor (Mao Ce-tung, Liou Šao-čchi, Čou En-laj, Ču Te, Čchen Jün a Teng Siao-pching) a zvolil Mao Ce-tunga předsedou a Liou Šao-čchiho, Čou En-laje, Ču Teho a Čchen Jüna místopředsedy ústředního výboru. Teng Siao-pching jako generální tajemník stanul v čele 8. sekretariátu ústředního výboru.
V květnu 1958 se konalo druhé zasedání VIII. sjezdu, která potvrdilo odmítnutí KS Číny následovat sovětskou cestu budování socialismu. Zasedání vyhlásilo přechod k politice „tří rudých praporů“ – nové generální linie na vybudování socialismu v Číně podle principu „více, rychleji, lépe, hospodárněji“, politiku „velkého skoku“, vytváření lidových komun – která měla zabezpečit úspěšný urychlený rozvoj Číny, vynést ji mezi vedoucí světové mocnosti a zajistit jí vůdčí postavení v mezinárodním komunistickém hnutí. Ústřední výbor po skončení zasedání sjezdu zvolil 25 nových kandidátů ÚV a tři nové členy politbyra – Kche Čching-š’ho, Li Ťing-čchüana a Tchan Čen-lina, Lin Piao byl zvolen místopředsedou ÚV (a členem stálého výboru).